# Donat Cadruvi
Donat Cadruvi (* 19. September 1923 in Schluein; † 1. März 1998 in Ilanz; heimatberechtigt in Ruschein) war ein Schweizer Politiker (CVP), romanischsprachiger Schriftsteller und Jurist.

## Biografie
Donat Cadruvi war der Sohn des Zimmermanns Pieder Cadruvi. Er absolvierte die Matura auf dem zweiten Bildungsweg und ein Rechtsstudium an der Universität Freiburg, mit Promotion 1952. Er wurde Aktuar des Bündner Kantonsgerichts und arbeitete ab 1955 als Rechtsanwalt in Ilanz.
Für die Konservativ-Christlichsozialen bzw. die CVP war er von 1957 bis 1965 und von 1967 bis 1971 Mitglied im Grossen Rat des Kantons Graubünden. Von 1957 bis 1961 war er Ilanzer Kreispräsident und von 1959 bis 1963 Kantonsrichter. Von 1963 bis 1971 war er Nationalrat. Von 1964 bis 1968 war er Präsident der CVP Graubünden und von 1975 bis 1978 Ilanzer Stadtammann. Von 1979 bis 1988 war er Bündner Regierungsrat (Bau- und Forstdepartement).
Von 1968 bis 1975 war er (als Nachfolger von Alois Brügger und Vorgänger von Fridolin Hinder) Sekretär des Verbands Ostschweizerischer Viehhändler (VOV) und von 1984 bis 1988 Stiftungsratspräsident der Interkantonalen Försterschule Maienfeld. Bei der Vereinigung Schweizerischer Futtermittelfabrikanten war er zumindest 1974 Präsident (genaue Amtszeit unbekannt).
Cadruvi war mit Eugenia Sonder verheiratet. Er veröffentlichte zahlreiche literarische Publikationen.